# Majisuki 〜Marginal Skip〜
Majisuki 〜Marginal Skip〜 (マジスキ 〜Marginal Skip〜?) è una visual novel giapponese per adulti sviluppata e pubblicata dalla Moonstone il 28 aprile 2009. Si tratta dell'ottavo titolo dell'azienda di videogiochi giapponese. Nel 2009 è anche cominciata la serializzazione del manga sulla rivista Comic High! di Futabasha.

## Trama
Da piccolo, Takayuki Kujo promise a un'amica che doveva partire che l'avrebbe aiutata ogni volta che avesse avuto bisogno di lui. Alcuni anni dopo, mentre Takayuki si reca a scuola, dall'albero davanti ai suoi occhi si apre un portale, dal quale emergono quattro ragazze. Una di queste assomiglia alla bambina alla quale Takayuki fece la promessa.

## Personaggi

### Principali
Takayuki Kujo (九条 貴之?, Kujō Takayuki)
Il protagonista maschile, vive con Kanade e la sua famiglia perché i suoi genitori sono morti. È il vicepresidente del Consiglio Studentesco. È un ragazzo di buon cuore e sa usare la magia sin da quando era piccolo, anche se inconsciamente.
Sheila El Elise (シェーラ＝エル・エリス?, Shēra Eru Erisu)
La bambina che Takayuki incontrò quando era piccolo, è la principessa di un regno magico. È molto brava nella magia e, dopo essere tornata sulla Terra per incontrare nuovamente Takayuki, comincia a frequentare la sua stessa classe. Quando si arrabbia è spaventosa.
Neithright "Neith" Heithlover (ニースライト・ヒースラヴァー?, Nīsuraito Hīsuravā)
La sorella di Sheila, ha un anno meno di lei. Era anche lei una principessa ma, a causa del divorzio dei genitori, ora è solo una ragazza normale. Cerca di evitare le conversazioni, a parte quelle con Takayuki. Dal carattere introverso, s'ingelosisce velocemente e facilmente.
Yukina Miyazaki (宮崎 由紀菜?, Miyazaki Yukina)
Amica d'infanzia di Takayuki, è orfana e vive in un orfanotrofio. Sostiene di aver salvato la vita a Takayuki più di una volta. Lavora nel bar della mamma di Kanade. In seguito, si trasferisce nella casa di fianco a quella di Takayuki e frequenta la sua stessa classe. Le piace indossare un cappello di paglia.
Touko Amatsu (天津 冬子?, Amatsu Touko)
Maggiore di un anno rispetto a Takayuki, è la presidentessa del Consiglio Studentesco. Lavora come idol con il nome Risa Amatsu; è la cantante del gruppo Date Course. È molto popolare; sua madre è morta quando era piccola in un incidente d'auto.
Kanade Misagiri (御狭霧 かなで?, Misagiri Kanade)
Di un anno minore rispetto a Takayuki, ha una cotta per lui, ma il ragazzo la vede come una sorella. È molto popolare tra i ragazzi della scuola.

### Secondari
Ritta (リッタ?, Ritta)
Il famiglio di Sheila, la sua vera forma è quella di un gatto azzurro. Avventata e folle, ama mangiare. È l'oggetto degli scherzi di Tosuku.
Tosuku (トスク?, Tosuku)
Il famiglio di Neithright, la sua vera forma è quella di un gatto giallo. Gioca scherzi alle persone quando abbassano la guardia. Come Ritta, è dipendente da tv, videogiochi e cibo. Ha perso i genitori.
Komachi Machida (町田 小町?, Machida Komachi)
Una scienziata pazza, è in classe con Yukina e Takayuki.
Jairo (ジャイロ?, Jairo)
L'uccellino sempre posato sulla spalla di Komachi, parla, ma Komachi non lo sa.
Miyako Sakyou (左京 みやこ?, Sakyō Miyako)
Amica di Touko e vicepresidentessa del Consiglio Studentesco insieme a Takayuki, è una ragazza gentile e scherzosa. Ha l'abilità di scacciare gli spiriti.
Koyuki Umetani (梅谷 小雪?, Umetani Koyuki)
Amica di Kanade, porta sempre con sé un binocolo. Ha una cotta per Takayuki e sa sempre tutto quello che succede a scuola.

## Colonna sonora
La opening è Promise 〜Tsukiyo no kioku〜 (Promise 〜月夜の記憶〜? lett. "Promessa: ricordi al chiaro di luna") di Hiromi Sato e Nana; la ending è Kiss Me Tonight di Aina Kase. La insert song è Dakishimete hoshī yo (抱きしめて欲しいよ? lett. "Ti voglio abbracciare"), cantata dai Date Course.